# Тохтаровский сельский округ
Тохтаровский сельский округ — административно-территориальна единица Житикаринского района в составе Костанайской области был образован в 1965 году. Округ находится в северо-восточной части района.

## Население
В округе на 1 января 2018 года — 656 человек.

## Населенные пункты
В состав сельского округа входят 2 населённых пункта.
| № | Населённый пункт | Население |
| - | ---------------- | --------- |
| 1 | село Тохтарово   | 564       |
| 2 | село Львовка     | 92        |